# Viviers-sur-Chiers
Pour les articles homonymes, voir Viviers.
Viviers-sur-Chiers est une commune française située dans le département de Meurthe-et-Moselle en région Grand Est.

## Géographie

### Localisation
Viviers-sur-Chiers est un village du Pays Haut, en Lorraine, situé dans la vallée de la Chiers et jouxtant Longuyon. Située à proximité immédiate de la frontière franco-belge, il se trouve à 11 km à vol d'oiseau au sud-ouest de Longwy et 38 km de Luxembourg, 41 km à l'ouest de Thionville, 55 km au nord-ouest de Metz, 39 km au nord-est de Verdun, 20 km de Montmédy et 55 km au sud-ouest d'Arlon.
Il se trouve dans l'aire d'attraction de Longwy, dans la zone d'emploi de Thionville et dans le bassin de vie de Longuyon.

### Communes limitrophes
La commune de Viviers a pour limites, au nord la commune de Fresnois-la-Montagne, à l’est celle de Montigny-sur-Chiers (avec son hameau Fermont), au sud-est celle de Beuveille, et celle de Longuyon au sud-ouest.
|          | Tellancourt        | Fresnois-la-Montagne |
| Longuyon | Viviers-sur-Chiers | Montigny-sur-Chiers  |
|          |                    | Beuveille            |

### Géologie et relief
La superficie de la commune est de 16,24 km2 ; son altitude varie de 211  à   382 mètres.

### Hydrographie

#### Réseau hydrographique

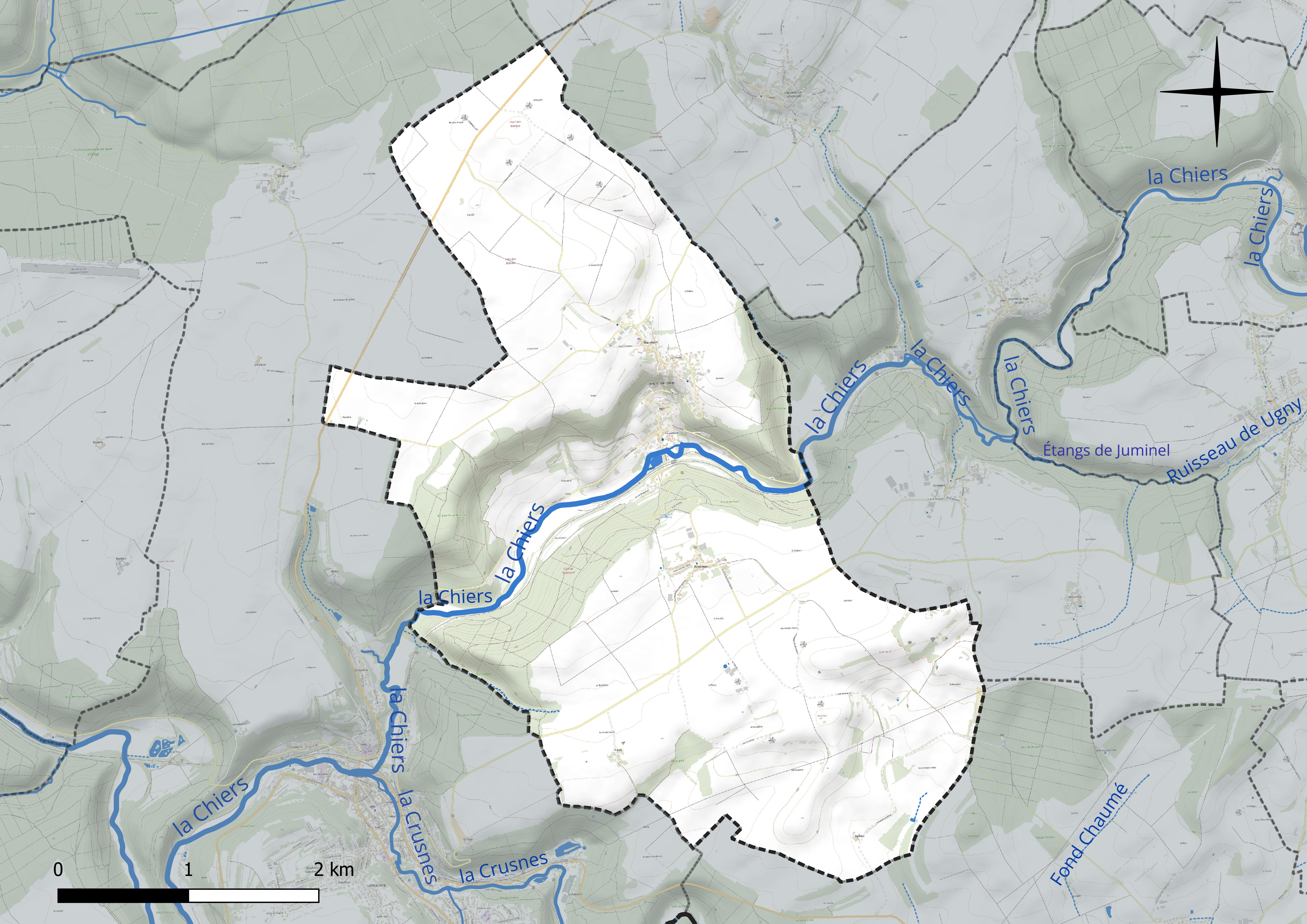
Réseau hydrographique de Viviers-sur-Chiers.

La commune est dans le bassin versant de la Meuse au sein du bassin Rhin-Meuse. Elle est drainée par la Chiers,.
La Chiers, d'une longueur de 127 km, prend sa source dans la commune de Mont-Saint-Martin et se jette  dans la Meuse à Remilly-Aillicourt, après avoir traversé 46 communes. Les caractéristiques hydrologiques de la Chiers sont données par la station hydrologique située sur la commune de Montigny-sur-Chiers. Le débit moyen mensuel est de 4,53 m3/s. Le débit moyen journalier maximum est de 77,3 m3/s, atteint lors de la crue du 21 décembre 1993. Le débit instantané maximal est quant à lui de 95 m3/s, atteint le 5 janvier 2001.

#### Gestion et qualité des eaux
Le territoire communal est couvert par le schéma d'aménagement et de gestion des eaux (SAGE) « Bassin ferrifère ». Ce document de planification concerne le périmètre des anciennes galeries des mines de fer, des aquifères et des bassins versants hydrographiques associés qui s’étend sur 2 418 km2. Les bassins versants concernés sont celui de la Chiers en amont de la confluence avec l'Othain, et ses affluents (la Crusnes, la Pienne, l'Othain), celui de l'Orne et ses affluents et celui de la Fensch, le Veymerange, la Kiesel et les parties françaises du bassin versant de l'Alzette et de ses affluents (Kaylbach, ruisseau de Volmerange). Il a été approuvé le 27 mars 2015. La structure porteuse de l'élaboration et de la mise en œuvre est la région Grand Est.
La qualité des cours d’eau peut être consultée sur un site dédié géré par les agences de l’eau et l’Agence française pour la biodiversité.

### Climat
Pour des articles plus généraux, voir Climat du Grand Est et Climat de Meurthe-et-Moselle.
En 2010, le climat de la commune est de type climat de montagne, selon une étude du Centre national de la recherche scientifique s'appuyant sur une série de données couvrant la période 1971-2000. En 2020, Météo-France publie une typologie des climats de la France métropolitaine dans laquelle la commune est exposée à un climat semi-continental et est dans la région climatique Lorraine, plateau de Langres, Morvan, caractérisée par un hiver rude (1,5 °C), des vents modérés et des brouillards fréquents en automne et hiver.
Pour la période 1971-2000, la température annuelle moyenne est de 9,5 °C, avec une amplitude thermique annuelle de 15,8 °C. Le cumul annuel moyen de précipitations est de 930 mm, avec 14,1 jours de précipitations en janvier et 9,9 jours en juillet. Pour la période 1991-2020, la température moyenne annuelle observée sur la station météorologique de Météo-France la plus proche, « Villette », sur la commune de Villette à 6 km à vol d'oiseau, est de 10,1 °C et le cumul annuel moyen de précipitations est de 909,4 mm. 
La température maximale relevée sur cette station est de 39 °C, atteinte le 25 juillet 2019 ; la température minimale est de −14,8 °C, atteinte le 20 décembre 2009,,.
Les paramètres climatiques de la commune ont été estimés pour le milieu du siècle (2041-2070) selon différents scénarios d'émission de gaz à effet de serre à partir des nouvelles projections climatiques de référence DRIAS-2020. Ils sont consultables sur un site dédié publié par Météo-France en novembre 2022.

### Paysages
Viviers est située dans une vallée, sur la Chiers et entourée de côtes boisées assez élevées. La prairie, que sillonne d’est en ouest cet affluent de la Meuse (avec une pente moyenne de 0,0021 par mètre ou de 2,1 m par km), est très encaissée ; elle a 4 km de longueur.Viviers est située dans une vallée, sur la Chiers et entourée de côtes boisées assez élevées. La prairie, que sillonne d’est en ouest cet affluent de la Meuse (avec une pente moyenne de 0,0021 par mètre ou de 2,1 m par km), est très encaissée ; elle a 4 km de longueur.
La ligne de Longuyon à Mont-Saint-Martin (vers Athus), établi à ce niveau au sud sur la rive gauche, parcourt toute la vallée. Sur la rive droite, se trouve une petite plaine en coteau (d’environ 80 ha de terres labourables traversées par la route D 17 de Cons-la-Grandville à Longuyon) au milieu de laquelle on remarquait encore en 1888 les quelques jardins ou vergers des deux petits villages de Mont et de Vaux, détruits vers 1490 d’après la légende.

## Urbanisme

### Typologie
Au 1er janvier 2024, Viviers-sur-Chiers est catégorisée commune rurale à habitat dispersé, selon la nouvelle grille communale de densité à sept niveaux définie par l'Insee en 2022.
Elle est située hors unité urbaine. Par ailleurs la commune fait partie de l'aire d'attraction de Longwy, dont elle est une commune de la couronne,. Cette aire, qui regroupe 23 communes, est catégorisée dans les aires de moins de 50 000 habitants,.

### Occupation des sols

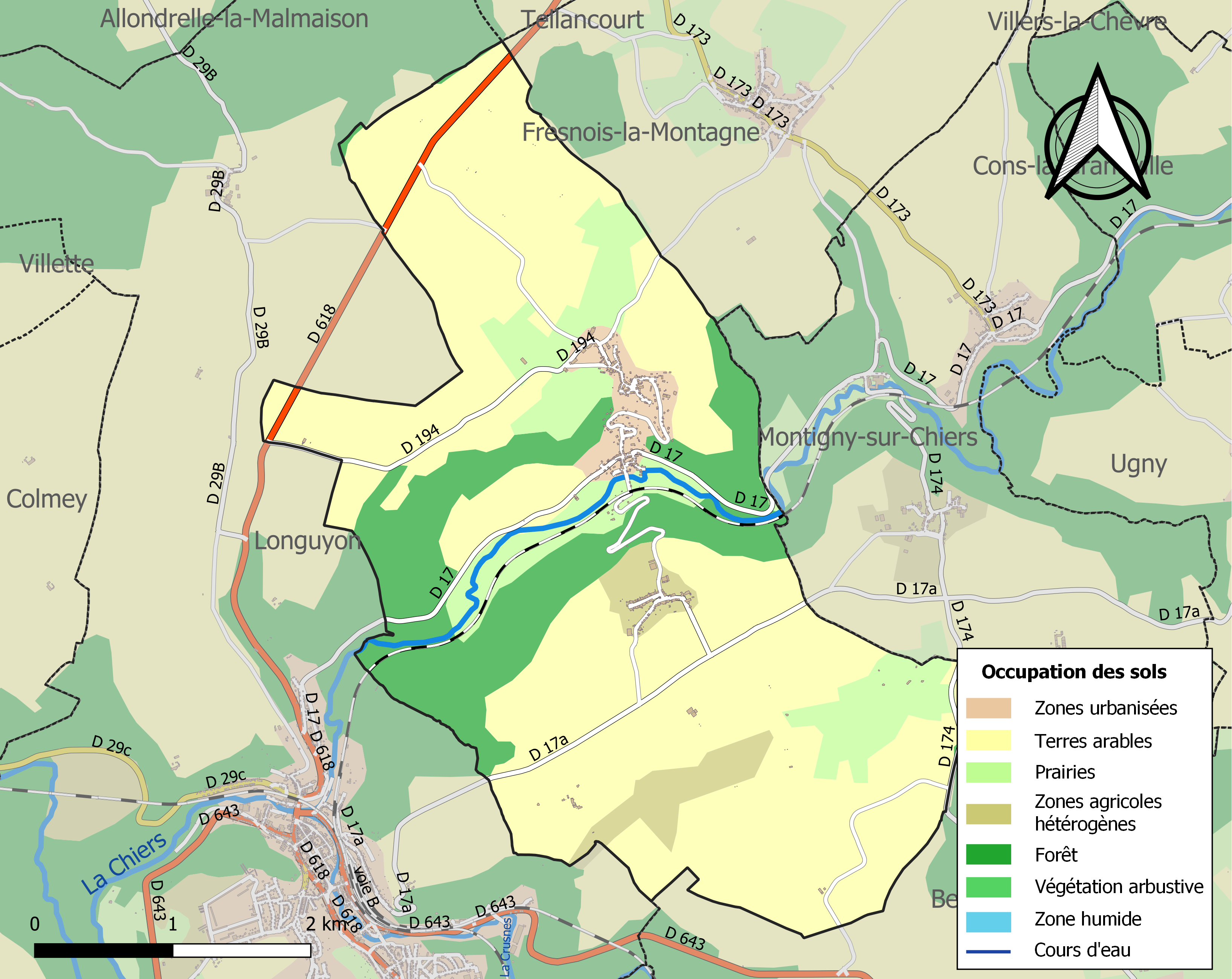
Carte des infrastructures et de l'occupation des sols de la commune en 2018 (CLC).

L'occupation des sols de la commune, telle qu'elle ressort de la base de données européenne d’occupation biophysique des sols Corine Land Cover (CLC), est marquée par l'importance des territoires agricoles (79,6 % en 2018), une proportion identique à celle de 1990 (79,6 %). La répartition détaillée en 2018 est la suivante : terres arables (63,2 %), forêts (17,5 %), prairies (12,2 %), zones agricoles hétérogènes (4,2 %), zones urbanisées (2,9 %). L'évolution de l’occupation des sols de la commune et de ses infrastructures peut être observée sur les différentes représentations cartographiques du territoire : la carte de Cassini (XVIIIe siècle), la carte d'état-major (1820-1866) et les cartes ou photos aériennes de l'IGN pour la période actuelle (1950 à aujourd'hui).

### Habitat et logement
En 2020, le nombre total de logements dans la commune était de 287, alors qu'il était de 265 en 2015 et de 263 en 2010.
Parmi ces logements, 96,1 % étaient des résidences principales et 3,9 % des logements vacants. Ces logements étaient pour 95,7 % d'entre eux des maisons individuelles et pour 4 % des appartements.
Le tableau ci-dessous présente la typologie des logements à Viviers-sur-Chiers en 2020 en comparaison avec celle de Meurthe-et-Moselle et de la France entière. Une caractéristique marquante du parc de logements est ainsi l'absence de résidences secondaires et logements occasionnels, à comparer avec la proportion départementale (2,1 %) et nationale (9,7 %).
| Typologie                                               | Viviers-sur-Chiers | Meurthe-et-Moselle | France entière |
| ------------------------------------------------------- | ------------------ | ------------------ | -------------- |
| Résidences principales (en %)                           | 96,1               | 88,6               | 82,1           |
| Résidences secondaires et logements occasionnels (en %) | 0                  | 2,1                | 9,7            |
| Logements vacants (en %)                                | 3,9                | 9,3                | 8,2            |

### Voies de communication et transports
Viviers-sur-Chiers est desservie par l'ancienne Route nationale 18 (France) (actuelle RD 618).
La commune est traversée par la ligne de Longuyon à Mont-Saint-Martin (vers Athus), mais la gare de Viviers-sur-Chiers est fermée depuis les années dans les années 1970-1980 et le bâtiment détruit en 2014. La station de chemin de fer la plus proche est la gare de Longuyon desservie par les trains TER Grand Est, circulant entre : Reims et Metz ; Épernay et Longwy ou Metz ; de Nancy et Longwy ; de Longuyon et de Rodange, ou de Longwy.

## Toponymie
Le nom de la localité est attesté sous les formes Bibera in pago Muselechgouve (1024) ; Castrum de Viviers (vers 1150) ; Vivaria ; castrum de Vivariis (1222) ; Vivieres et Vivarium (XIIIe siècle) ; Vivuers (1460) ; Fievers (1552) ; Vivier et Vyvier (1566).

Viviers : du latin vivarium (« vivier »), pluriel de l'oïl vivier « pièce d'eau dans laquelle on conserve le poisson », le nom de Viviers-sur-Chiers a pour origine, sans doute, la rivière très poissonneuse, alors, (ou pièce d’eau poissonneuse, alimentée par les sources de fond).
La commune, instituée en 1793 sous le nom de Viviers, prend en 1933 celui de Viviers-sur-Chiers.

La Chiers est une rivière franco-belgo-luxembourgeoise (elle porte également le nom de Korn ou Kor pour sa partie coulant au Luxembourg ; en luxembourgeois Kuer). Elle traverse le territoire de la commune.

### Hameaux, lieux-dits et écarts
Désignée autrefois sous le nom de Ban de Viviers, l'actuelle commune comprend les anciens villages de Braumont et Revémont, ainsi que les fermes de Chepy ou Chapy et de Puxieux.
- Braumont, à ½ km au nord de Viviers, est situé sur le versant (avec un terroir de 516 ha, parfaitement cultivé et très fertile en céréales, selon la notice rédigée en 1888 par l'instituteur). La ferme de la Plaisance, située sur la route nationale de Longuyon à Longwy, incendiée en 1876 et non reconstruite, était établie sur le territoire de Braumont.
- Revémont, à 1 500 m. au sud de Viviers, situé sur un plateau élevé, était décrit en 1888 comme riche, bien bâti, entouré de jardins et de vergers, disposant d'un « terroir productif » de 650 ha (succession de collines peu élevées, entrecoupées de petites vallées). Les fermes de Chappy (à 3 km au sud-ouest) et de Puxieux (à 5 km au sud de Viviers) sont implantées sur son territoire.

## Histoire
(juin 2024).
- Village de l'ancienne province du Barrois.
- Pendant tout l'Ancien Régime, Viviers a été le chef-lieu du ban de Viviers comprenant les écarts de Braumont et Revémont et les fermes de Chappy, Grigny et Puxieux[20].
- Pas de traces connues d'occupation primitive ou de monuments gallo-romains.
- En 1460, à Mont et à Vaux (hameaux près de Viviers), il n’y a qu’un seul cheval à atteler.
- En 1520, il ne se trouve plus à Mont, à Vaux et Petit-Xivry qu’un seul habitant dans la condition de payer les assises.
- En 1616, Puron Siset (ne faudrait-il pas plutôt lire "Pieron" Siset ?) est mayeur.
- Jusqu'en 1878, des écrevisses, renommées, abondent dans la Chiers. L'hiver rigoureux de 1879-1880 détruit nombre d’arbres fruitiers dans la vallée (relativement peu à Braumont et à Revémont) et anéantit le peuplement de perdreaux.

### Révolution française et Empire
La commune, instituée par la Révolution française, absorbe dès les années 1790-1794 celles de Beaumont et de Revermont,.

### Époque contemporaine
La gare de Viviers-sur-Chiers est mise en service vers 1864. Devenue une simple halte, elle est fermée dans les années 1970-1980 et son bâtiment détruit en décembre 2014.
En 1888, si la plupart des habitants est employée aux travaux agricoles, une vingtaine d'entre eux, tant ouvriers qu’ouvrières, est occupée à l’usine de La Roche (fabrique de draps de commerce), et 3 ouvriers veillent au fonctionnement du moulin (à 4 tournants et mû par une turbine), établi sur la Chiers, auquel est annexée une scierie à eau. Sur un autre petit cours d’eau, dit Canal de Saint-Pierre, qui va se déverser dans la Chiers (rive droite) sont établis, dans le même bâtiment, un moulin à moutarde, un moulin à farine de lin et une distillerie[réf. nécessaire].

Viviers-sur-Chiers au tout début du XXe siècle
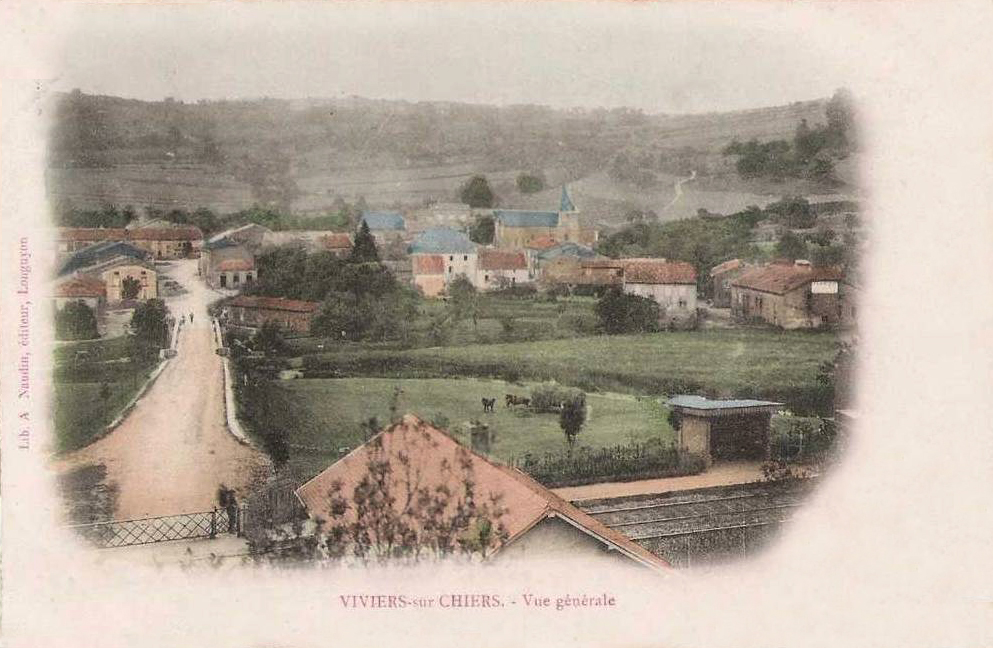
Le village vu depuis la gare de Viviers-sur-Chiers

## Politique et administration

### Rattachements administratifs et électoraux

#### Rattachements administratifs
La commune se trouve dans l'arrondissement de Val-de-Briey du département de la Meurthe-et-Moselle
Elle faisait partie depuis 1793 du canton de Longuyon. Dans le cadre du redécoupage cantonal de 2014 en France, cette circonscription administrative territoriale a disparu, et le canton n'est plus qu'une circonscription électorale.

#### Rattachements électoraux
Pour les élections départementales, la commune fait partie depuis 2014 du canton de Mont-Saint-Martin
Pour l'élection des députés, elle fait partie de la troisième circonscription de Meurthe-et-Moselle.

### Intercommunalité
Viviers-sur-Chiers était membre de la communauté de communes des Deux Rivières, un établissement public de coopération intercommunale (EPCI) à fiscalité propre créé en 2003 et auquel la commune avait transféré un certain nombre de ses compétences, dans les conditions déterminées par le code général des collectivités territoriales.
Conformément aux prescriptions de la loi de réforme des collectivités territoriales du 16 décembre 2010, qui a prévu le renforcement et la simplification des intercommunalités et la constitution de structures intercommunales de grande taille, celle-ci a fusionné avec sa voisine pour former, le 1er janvier 2014, la communauté de communes Terre Lorraine du Longuyonnais, dont est désormais membre la commune.

### Liste des maires
| Période                                  | Période                        | Identité          | Étiquette | Qualité                                  |
| ---------------------------------------- | ------------------------------ | ----------------- | --------- | ---------------------------------------- |
| Les données manquantes sont à compléter. |                                |                   |           |                                          |
|                                          |                                |                   |           |                                          |
| avant 1981                               |                                | Roland François   |           |                                          |
|                                          |                                |                   |           |                                          |
| mars 1983                                | mai 2020                       | M. Claude Laurent | UDI       | Agriculteur                              |
| mai 2020,                                | septembre 2020                 | Valérie Bragard   |           | Infirmière en préretraite Démissionnaire |
| septembre 2020                           | février 2023                   | M. Claude Laurent | UDI       | Agriculteur retraité Démissionnaire      |
| avril 2023                               | En cours (au 30 novembre 2023) | Élisabeth Heil    |           | Employée retraitée                       |

## Équipements et services publics

### Justice, sécurité, secours et défense
La commune dispose d'un centre de première intervention (CPI) de sapeurs-pompiers. Huit soldats du feu y sont rattachés en 2024.

## Population et société

### Démographie
L'évolution du nombre d'habitants est connue à travers les recensements de la population effectués dans la commune depuis 1793. Pour les communes de moins de 10 000 habitants, une enquête de recensement portant sur toute la population est réalisée tous les cinq ans, les populations de référence des années intermédiaires étant quant à elles estimées par interpolation ou extrapolation. Pour la commune, le premier recensement exhaustif entrant dans le cadre du nouveau dispositif a été réalisé en 2007.

En 2022, la commune comptait 658 habitants, en évolution de +1,08 % par rapport à 2016 (Meurthe-et-Moselle : −0,13 %, France hors Mayotte : +2,11 %).
| 1793 | 1800 | 1806 | 1821 | 1836 | 1841 | 1861 | 1866 | 1872 |
| ---- | ---- | ---- | ---- | ---- | ---- | ---- | ---- | ---- |
| 604  | 152  | 572  | 605  | 819  | 809  | 782  | 699  | 647  |

| 1876 | 1881 | 1886 | 1891 | 1896 | 1901 | 1906 | 1911 | 1921 |
| ---- | ---- | ---- | ---- | ---- | ---- | ---- | ---- | ---- |
| 627  | 621  | 629  | 619  | 599  | 590  | 620  | 726  | 607  |

| 1926 | 1931 | 1936 | 1946 | 1954 | 1962 | 1968 | 1975 | 1982 |
| ---- | ---- | ---- | ---- | ---- | ---- | ---- | ---- | ---- |
| 607  | 604  | 548  | 526  | 596  | 624  | 670  | 662  | 628  |

| 1990 | 1999 | 2006 | 2007 | 2012 | 2017 | 2022 | - | - |
| ---- | ---- | ---- | ---- | ---- | ---- | ---- | - | - |
| 561  | 627  | 659  | 663  | 647  | 663  | 658  | - | - |

La population de la commune reste donc stationnaire. Du 1er janvier 1878 au 31 décembre 1887 – période de 10 ans – le total des décès a été de 138, celui des mariages de 52[réf. nécessaire].

## Culture locale et patrimoine

### Lieux et monuments
- Ouvrages de la ligne Maginot :

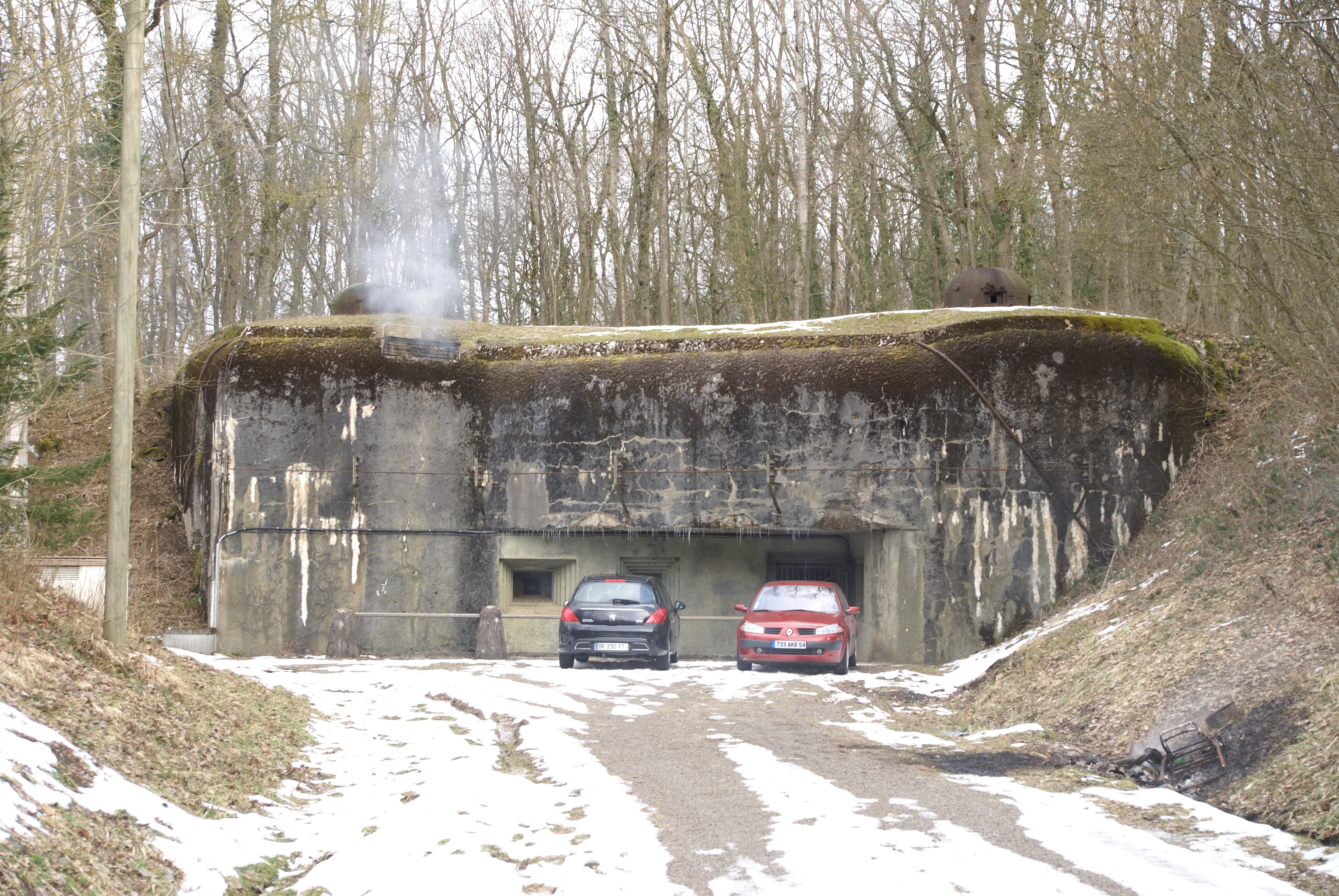
Entrée des hommes de l'ouvrage de Fermont.

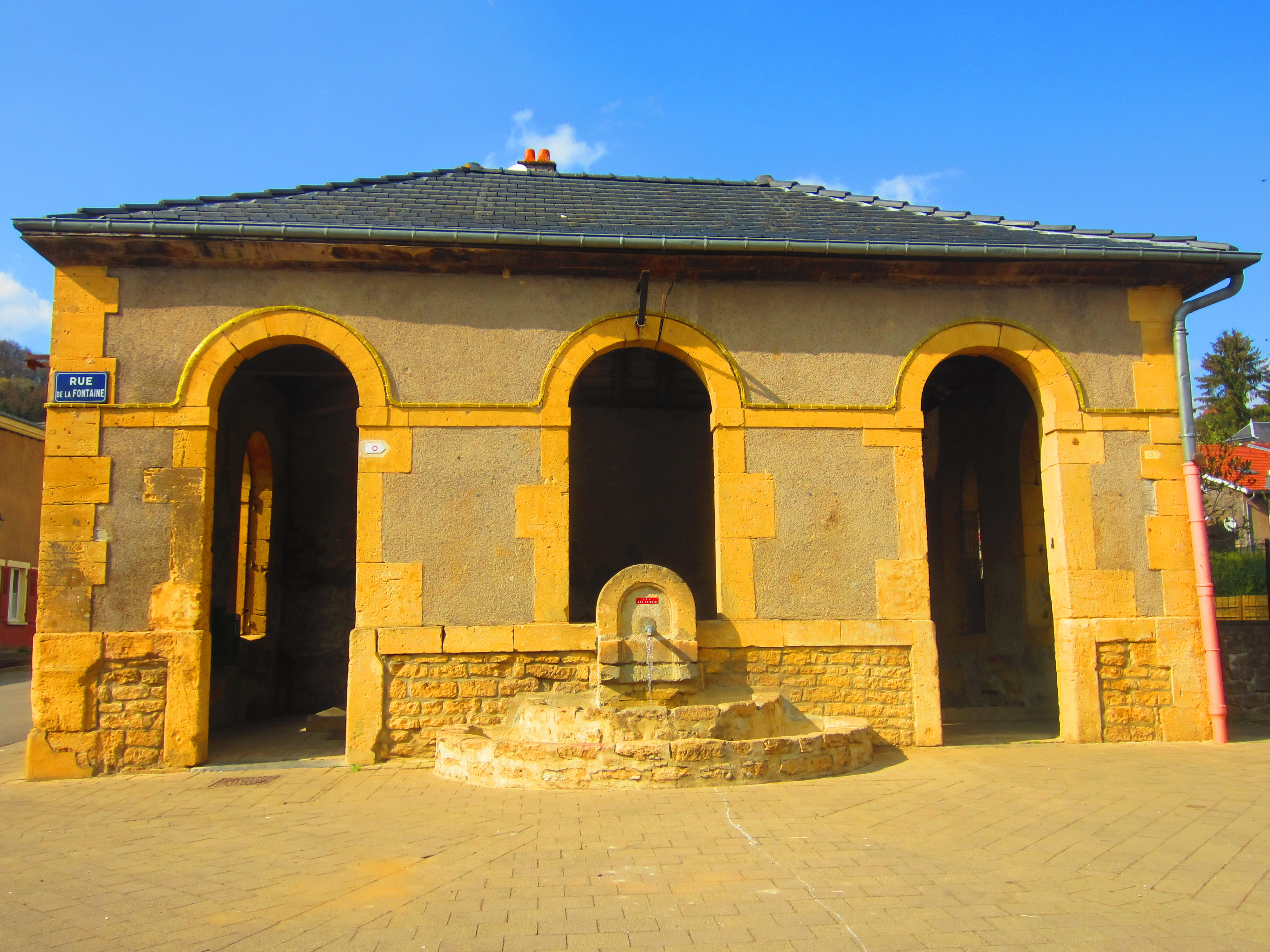
Lavoir, rue de la Fontaine.

  - Ouvrage de la Ferme-Chappy, un gros ouvrage d'artillerie situé aux limites de Viviers-sur-Chiers, Montigny-sur-Chiers et Beuveille,  comptant neuf blocs. Construit à partir de 1931, il a été abimé par les combats de juin 1940, avant d'être réparé au début de la guerre froide[33],[34]. C'est désormais un musée ouvert au public
  - Ouvrage de Fermont,  petit ouvrage d'infanterie, comptant deux blocs. Construit à partir de 1932, il a été peu abimé par les combats de juin 1940
- Nouvelle mairie de 2014, conçue au cœur d'un lacet par le cabinet 3B Architecture, et qui relie ainsi les points bas et haut de la commune[35],[36]. Son mur pignon intègre le croisillon, de type bildstock d'une ancienne croix monumentale du début du XVIIe siècle édifiée pour les époux Didier[Note 7] et Hélène Genin[37].

- Lavoir, 21 rue de la Fontaine  à Viviers, de la première moitié du XIXe siècle[38].
- Lavoir, Côte de Revémont, de 1828, transformé en fontaine de dévotion mariale à l'époque de l'abbé Bertin (1951, 1980)[39].
- Lavoir, rue des Écoles à Revémont, de la première moitié du XIXe siècle[40].
- Église Saint-Martin, style gothique ogival XIIe siècle, restaurée en 1825 et agrandie d'une travée de la nef en 1856/1857 sur les plans de l'architecte  Jules Racine[41]. 
Le chœur, de structure romane, semble remonter au Xe siècle. La voûte, en ogive, portée par des piliers, est en pierre. Les fenêtres sont en plein-cintre et le portail, accompagné de colonnes et réparé en 1857, est ogival. 
Les fonts baptismaux et les bénitiers datent de l’agrandissement de l’église en 1857. Le clocher, en pierre, s’appuie en partie sur le côté droit du chœur. 
La cloche porte l’inscription suivante : « J’ai pris naissance en 1790, par le zèle de Messire Pierre Pierrard, curé du Ban de Viviers – J. Ph. N. Chevresson m’a faite en juin. » Le beffroi (support des cloches) - démoli en 1940, reconstruit en 1950 - portait la date de 1731.
- Chapelle Notre-Dame-de-Bon-Secours au lieu-dit la Gaudelle, rue du R. P. Bertin, construite à l'initiative du père Émile Bertin (1951-1980) et bénite en 1952 par Mgr Lallier[42].
- Chapelle Saint-Martin à Revémont, de 1824[43], désacralisée et transformée en gite[44].

- Presbytère, reconstruit de 1746 à 1751 sur des plans de l'architecte Jean Penthus[45].
- École de Braumont, de la première moitié du XIXe siècle[46].
- Maisons d'ouvrier, 1 rue du Château-d'eau, construite en 1802[47] et 21 rue du Château-d'eau, de 1815[48].
- Ferme ancienne, 9 rue du Château-d'eau, du deuxième quart du XIXe siècle[49].
- Ferme ancienne de 1834, 15 rue du Château-d'eau[50].
- Logis de ferme du XVIIIe siècle à Puxieux[51].
- Ferme ancienne, 1 rue des Capucines à Braumont, de 1785 (façades partiellement repercées au XIXe siècle)[52].
- Ancienne tannerie sur la Chiers, datant du milieu du XIXe siècle[53].
- Ancien moulin à farine, rue de l'église, édifié sur une dérivation de la Chiers en 1830 pour Pierre Henry Picard, notaire à Longuyon. Il est mentionné en 1859 comme tissage de lin appartenant à la famille Seillière. Il est converti en  moulin à noir de fonderie en 1910 et son bâtiment est alors modifié. Ce produit étant moins nécessaire en raison de la crise de la sidérurgie dans le bassin lorrain, l'installation est utilisée depuis 1987 pour fabriquer du sable de décapage à partir de poussières de charbon[54].
- Croix de chemin en pierre, Côte de Revémont, datant sans doute du XVIIe siècle. Son croisillon représentant la Vierge et saint Jean a été volé après 1973 et remplacé par une croix latine[55].
- Croix de cimetière de style néogothique en fonte et calcaire, de la 2e moitié du XIXe siècle[56].

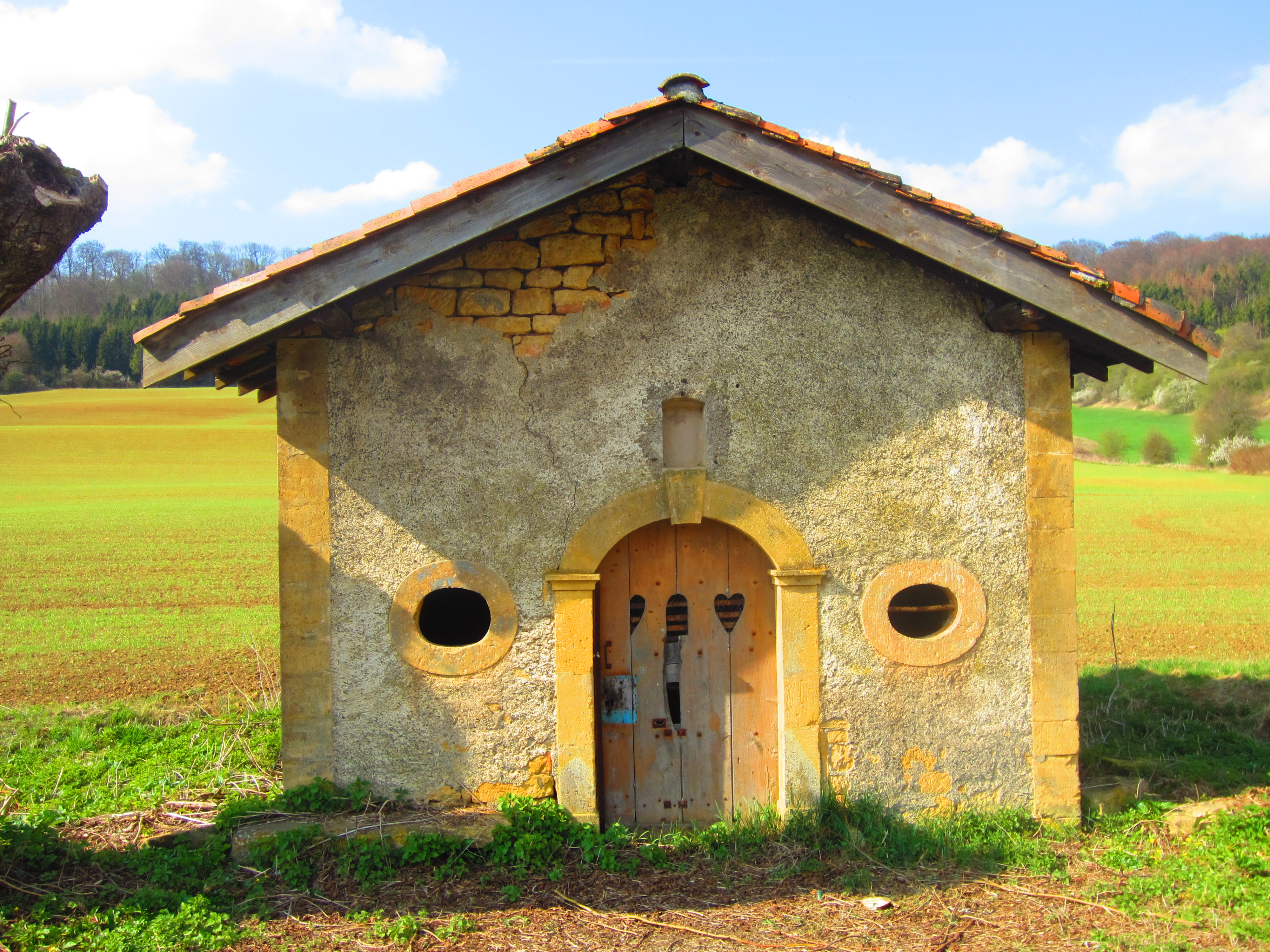
Chapelle Notre-Dame-de-Bon-Secours lieu-dit la Gaudelle.
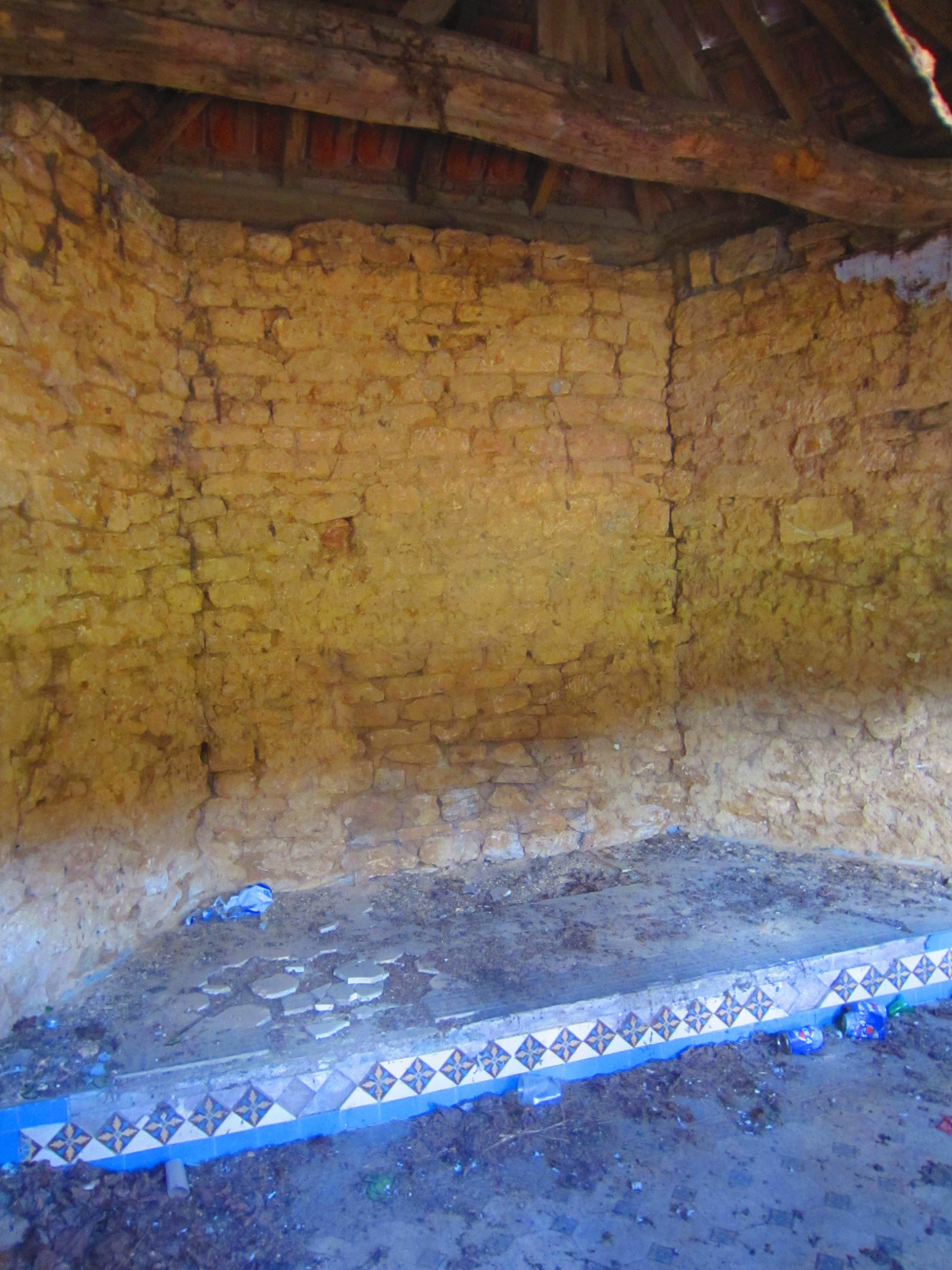
Intérieur de Notre-Dame-de-Bon-Secours.
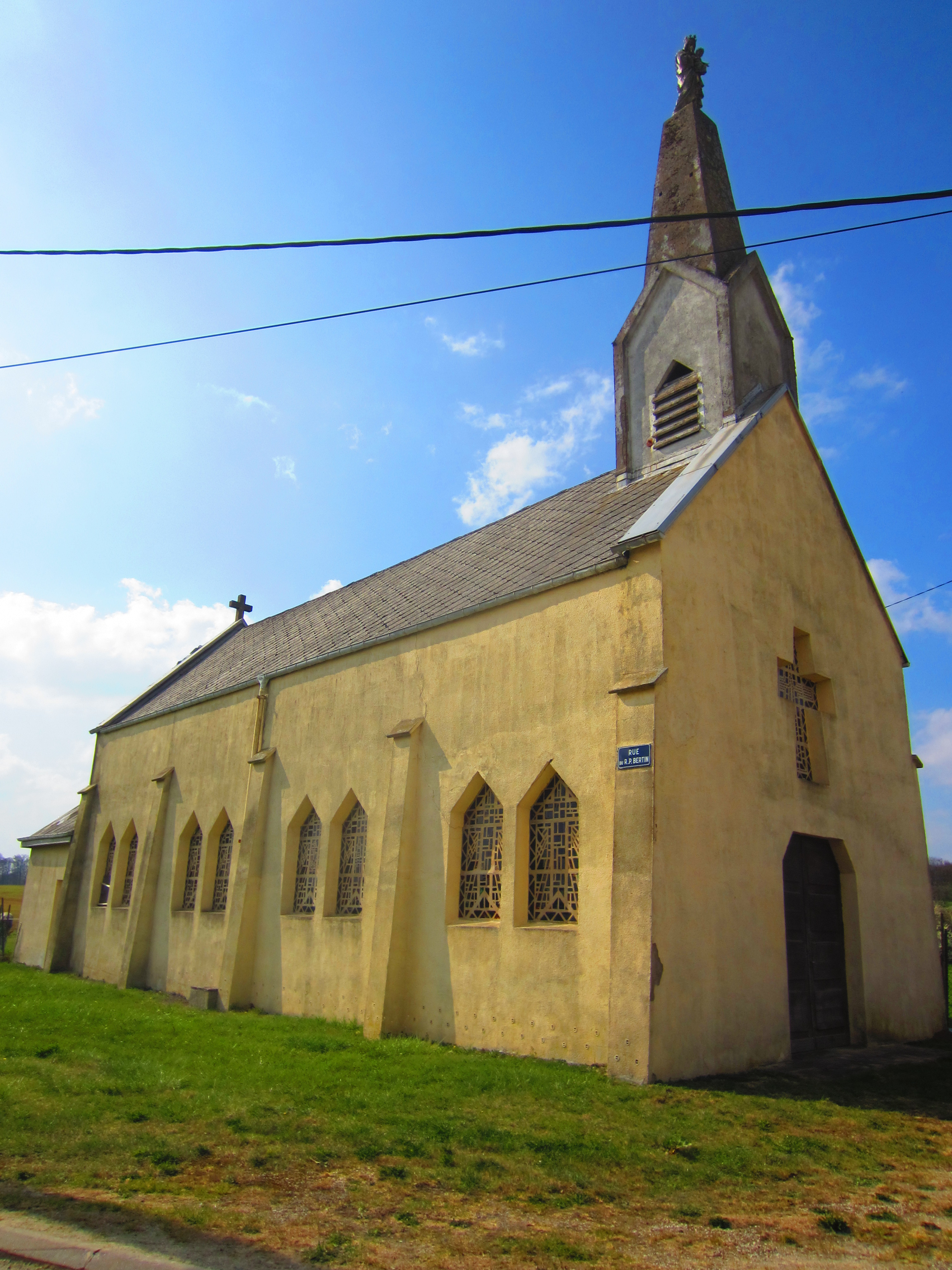
Chapelle Saint-Martin de Revémont.

### Héraldique
| Blason de Viviers-sur-Chiers | Blason  | D'azur à trois poissons courbés d'or appointés et posés en pairle. |
| Blason de Viviers-sur-Chiers | Détails | Les poissons évoquent le toponyme de Viviers. Ce sont des armes parlantes. Les poissons sont rangés en forme d'hélice et représentent l'ancien moulin à grain et les éoliennes d'aujourd'hui. Ils sont au nombre de trois comme les trois groupes d'habitation. Création Dominique Larcher. Adopté en mars 2012. |

## Pour approfondir